# Achenkirch
Achenkirch is een gemeente in het district Schwaz in de Oostenrijkse deelstaat Tirol.
Achenkirch bestaat uit meerdere dorpen in het Achental, gelegen vanaf de noordpunt van het Achenmeer tot aan de Achenpas bij de grens met het Duitse Beieren. Bij Achenkirch buigt de straat richting Steinberg am Rofan af.
In 1313 droeg de gemeente reeds de naam Achental. Deze is in 1971 veranderd in Achenkirch. Economisch gezien is de houtwinning van groot belang voor de gemeente. Daarnaast hebben landbouw, industrie, handel en toerisme (aan het Achenmeer en bij het skigebied Hochalm Christlum) een belangrijke functie.